# Anthony Nunn
Anthony Stuart Nunn  (24. svibnja 1927. – 7. svibnja 2025.) bio je engleski hokejaš na travi. 
Osvojio je brončano odličje na hokejaškom turniru na Olimpijskim igrama 1952. u Helsinkiju igrajući za Uj. Kraljevstvo. Igrao je na trima susretima kao napadač. 

## Vanjske poveznice
- Profil na Sports-Reference.com  Arhivirana inačica izvorne stranice od 18. prosinca 2012. (Wayback Machine)
- Profil na Database Olympics